# Nashville, Chattanooga and St. Louis Railway
 (janvier 2022).
Le Nashville, Chattanooga and St. Louis Railway (NC&StL) (sigle AAR: NC) était un chemin de fer américain de classe I du sud des États-Unis en exploitation dans le Kentucky, le Tennessee, l'Alabama et la Géorgie. Initialement créé à Nashville, Tennessee en décembre 1845 sous le nom de Nashville and Chattanooga Railroad, il fut le premier chemin de fer à opérer dans le Tennessee. Le Louisville and Nashville Railroad prit son contrôle dès 1880, mais ne le fusionna qu'en 1957.

## Histoire

### Les origines
Cette fameuse compagnie du sud des États-Unis, naquit à Nashville sous le nom de Nashville & Chattanooga Railroad en décembre 1845, et fut la première à fonctionner dans le Tennessee en 1851. Il fallut attendre 1854 pour relier Nashville à Chattanooga. En effet, 9 ans de travaux furent nécessaires pour parcourir ces 240 km. La tâche était rendue difficile par la traversée du Highland Rim et du Plateau de Cumberland. Pour relier ces 2 villes du Tennessee, la difficulté du terrain obligea à traverser aussi l’Alabama et la Géorgie sur de courtes distances. Le percement d'un tunnel de 679 m près de Cowan, Tennessee fut considéré à l'époque comme une prouesse. Sur le tracé de la ligne de nouvelles villes furent créées, comme Tullahoma et Estill Springs. À Chattanooga, il se raccorda au Western & Atlantic Railroad (propriété de l'État de Géorgie).
Durant la guerre civile, cette ligne fut hautement stratégique pour les armées de l'Union et celles des Confédérés. Les campagnes militaires de 1862 et 1863 lancées dans le Tennessee permirent aux troupes de l'Union de repousser celle des Confédérés de Nashville à Chattanooga, selon une ligne de front longeant pratiquement celle du chemin de fer. La ligne fut sans cesse attaquée, sabotée, endommagé et réparée. Elle servit aussi à ravitailler les 2 armées.
Après la guerre, la compagnie acheta diverses petites lignes et prit le nom de Nashville, Chattanooga and St. Louis Railway (NC&StL) en 1873. Cependant la compagnie ne put jamais atteindre Saint-Louis, Missouri. Au début de 1877, le NC&StL racheta à l'État du Tennessee le Tennessee & Pacific Railroad qui était en faillite, et l'utilisa comme embranchement vers Lebanon.

### La fin de l'indépendance
Le riche et agressif Louisville and Nashville Railroad (L&N), prit le contrôle du NC&StL en 1880, au cours d'un raid hostile. Le NC&StL fut autorisé à poursuivre son développement; il racheta plusieurs embranchements dans le Kentucky et l'Alabama, et relia Nasville à Memphis, Tennessee. En 1890, il relia Atlanta, Géorgie grâce à la location du Western & Atlantic Railroad. Ironiquement, les spéculations financières conduites par J.P. Morgan, donnèrent le contrôle du L&N à son rival l'Atlantic Coast Line Railroad (ACL) en 1902. Curieusement ce dernier ne lança aucune tentative pour intégrer le L&N. Durant plusieurs décennies la situation resta figée.
Après 75 ans de complémentarité, le L&N fusionna sa filiale NC&StL le 30 août 1957, ce qui fut considéré comme le début du mouvement des fusions modernes. En 1972, le Seaboard Coast Line Railroad (SCL) et ses filiales adoptèrent un marketing commun : le Family Lines System. Le 29 décembre 1982, SCL fusionna le L&N pour donner le Seaboard System Railroad (SBD). Le 1er juillet 1986, le CSX Transportation (CSX) absorba le SBD.
La ligne d'origine du NC&StL reliant Nashville, Chattanooga et Atlanta est toujours utilisée par CSX.

## Le matériel préservé
En 1953, le NC&StL légua sa dernière locomotive à vapeur à la ville de Nashville. Cette machine de classe J3-57, type 4-8-4, n°576, fut produite par American Locomotive Company (Alco) en 1942 sous le nom de Yellow Jacket. Par déférence envers son héritage sudiste, le NC&StL appelait les locomotives de type 4-8-4 Dixies alors que la plupart des autres chemins de fer les appelaient Northerns.
En 2004, une ancienne locomotive diesel EMD GP7 n°710 du NC&StL fut restaurée par le Tennessee Valley Railroad Museum.
En juin 2007, le Cowan Railroad Museum fit l'acquisition d'un locotracteur diesel General Electric GE 44 ayant appartenu au NC&StL. Ce modèle construit en 1950 retrouvera sa livrée d'origine rouge « Oxblood Maroon » avec des bandes jaunes, ainsi que son numéro initial, le 100. Cette machine est importante car ce fut la première aux États-Unis à recevoir le système de radio contrôle en 1962, lui permettant de fonctionner sans conducteur.

### Sources
- Anon. (June 1996) [January 1953]. Official Railway Equipment Register. The Railway Equipment and Publication Company, reprinted by National Model Railroad Association.  (ISBN 0-9647050-1-X).
- Drury, George H. (1985). The Historical Guide to North American Railroads. Milwaukee, Wisconsin: Kalmbach Publishing Company. pp. 200–201.  (ISBN 0-89024-072-8).
- Prince, Richard E., Nashville, Chattanooga and St. Louis Railway: History and Steam Locomotives. Indiana University Press, 2001.  (ISBN 0-253-33927-8).